# Antonio Ambrosetti
Antonio Ambrosetti (Bari, 25 de noviembre de 1944 - Venecia, 20 de noviembre de 2020) fue un profesor y matemático italiano que trabajó en los campos de las ecuaciones diferenciales parciales y el cálculo de variaciones. Impartió clases durante años en la Escuela Normal Superior de Pisa.

## Actividad científica
Ambrosetti estudió en la Universidad de Padua y fue profesor de matemáticas en la Escuela Internacional de Estudios Avanzados. Es conocido por su trabajo básico sobre métodos topológicos en el cálculo de variaciones. Estos proporcionan herramientas destinadas a establecer la existencia de soluciones a problemas variacionales cuando no se pueden aplicar los métodos directos clásicos del cálculo de variaciones. En particular, el llamado teorema del paso de montaña que estableció con Paul Rabinowitz es hoy en día una herramienta clásica en el contexto de problemas de análisis no lineal.

## Reconocimiento
Ambrosetti ha sido galardonado con el premio Caccioppoli en 1982 y el premio Amerio dell'Istituto Lombardo Accademia di Scienze e Lettere en 2008. Junto a Andrea Malchiodi, Ambrosetti ha sido galardonada con la edición 2005 del premio Ferran Sunyer i Balaguer. En 1983 fue ponente invitado en el Congreso Internacional de Matemáticos y fue miembro de la Academia Nacional de los Linces.